# 爱媛县立图书馆
爱媛县立图书馆（日语：／ Ehime kenritsu toshokan */?），是位于日本爱媛县松山市的一座县立公共图书馆。

## 历史
1935年5月开馆，图书馆由当地企业家捐赠。1975年搬迁至城山公园内爱媛县教育文化会馆现址。

## 设施
- 1F：儿童图书室、休息区
- 2F：第1/2自习室、宣传册角
- 3F；一般阅览室
- 4F：爱媛资料室
- 5F：多功能厅[2]